# Infelici e contenti
Pour plus de détails, voir Fiche technique et Distribution.
Infelici e contenti est une comédie italienne réalisée par Neri Parenti et sortie en 1992.

## Synopsis
Renversé par une voiture, le banquier Aldo est condamné au fauteuil roulant, lui qui avait été champion de water polo. Quand son épouse Alessandra décide de partir pour les vacances du 15 août, elle réserve pour lui une chambre dans un institut pour handicapés. Aldo y fait la connaissance de Vittorio, aveugle et cependant trafiquant d'objets contrefaits. Ce dernier l'embarque dans un voyage à Sanremo, marqué de multiples péripéties.
Ainsi débarquent-ils chez un riche industriel, Petrilli, justement celui qui avait renversé Aldo et lui avait promis l'hospitalité, mais se trouve bien embarrassé : il est devenu entretemps l'amant d'Alessandra, qui est en ce moment dans la villa. C'est Vittorio qui la découvre, et elle lui apprend qu'elle a l'intention d'abandonner son mari, trop anxieuse de la vie qu'elle va devoir mener à côté d'un handicapé. Vittorio n'en dit rien à Aldo, mais parvient à s'introduire dans le yacht de Petrilli où il roue ce dernier de coups, ce qui fait de lui un paralysé.
De retour à l'institut, Aldo apprend par la télévision l'accident de Petrilli, et voit son Alessandra lui revenir, tandis que Vittorio s'esquive après avoir contrôlé qu'Alessandra a pris la bonne décision.

## Fiche technique
- Titre : Infelici e contenti
- Réalisateur : Neri Parenti
- Scénario : Vittorio Cecchi Gori, Rodolfo Sonego, Neri Parenti
- Producteurs : Mario Cecchi Gori, Vittorio Cecchi Gori
- Photographie : Sandro D'Eva
- Montage : Sergio Montanari
- Musique : Bruno Zambrini
- Pays d'origine :  Italie
- Genre : comédie
- Durée : 101 min

## Distribution
- Renato Pozzetto : Aldo
- Ezio Greggio : Vittorio
- Marina Suma : Alessandra
- Roberto Bisacco : Petrilli
- Francesca D'Aloja : Ornella
- Yvonne Sciò : Sara
- Renata Attivissimo : Valeria
- Angelo Bernabucci : Romano
- Fabiana Medici : Religieuse
- Lucrezia Molerio : Sœur Teresa
- Francesca Rinaldi : Claudia
- Dino Emanuelli : gérant de l'hôtel
- Livia Venturini

## Critiques
Cette comédie est diversement appréciée par les critiques :
- (it) « Commediaccia italiota piatta, volgare, prevedibile, sceneggiata da Rodolfo Sonego per bisogni alimentari (Piètre comédie ital-idiote, plate, vulgaire, prévisible, mise en scène par Rodolfo Sonego pour des raisons alimentaires) »[2].
- (it) « Il soggetto non è ignobile e Greggio è anche bravo, ma Pozzetto che fa l'ex campione di pallanuoto è decisamente troppo da mandar giù (Le sujet n'est pas sans noblesse, et Greggio joue bien, mais Pozzetto en ancien champion de water polo est décidément trop nul) »[3].